# Nordre Rønner
Nordre Rønner är en grupp obebodda öar i Danmark.   De ligger norr om Læsø i Region Nordjylland, i den norra delen av landet, 210 km nordväst om Köpenhamn. Huvudön Spirholm var bebodd till på 1960-talet.

## Öarna
| Ö              | Koordinater                                   | Areal ha | Anmärkningar        |
| -------------- | --------------------------------------------- | -------- | ------------------- |
| Spirholm       | 57°21′37″N 10°55′23″Ö / 57.36028°N 10.92306°Ö | 3,3      | Huvudön med fyrtorn |
| Store Stenholm | 57°21′31″N 10°55′5″Ö / 57.35861°N 10.91806°Ö  | …        |                     |
| Lille Stenholm | 57°21′29″N 10°55′26″Ö / 57.35806°N 10.92389°Ö | …        |                     |
| Langholm       | 57°21′41″N 10°55′48″Ö / 57.36139°N 10.93000°Ö | …        |                     |
| Klatterne      | 57°21′32″N 10°55′21″Ö / 57.35889°N 10.92250°Ö | …        |                     |
| Borfeld        | 57°21′17″N 10°54′6″Ö / 57.35472°N 10.90167°Ö  | …        | 1 km mot sydväst    |